# Lónya
Lónya là một thị trấn thuộc hạt Szabolcs-Szatmár-Bereg, Hungary. Thị trấn này có diện tích 35,49 km², dân số năm 2010 là 699 người, mật độ 20 người/km².